# Vertrag von Craiova

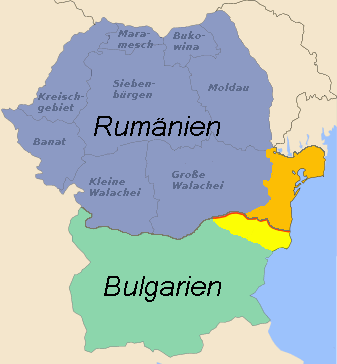
Die Süd-Dobrudscha ist gelb markiert

Der Vertrag von Craiova (bulgarisch Крайовска спогодба; rumänisch Tratatul de la Craiova) wurde am 7. September 1940 zwischen dem Zarentum Bulgarien und dem Königreich Rumänien in Craiova unterzeichnet. Nach den Bedingungen dieses Vertrags gab Rumänien das südliche Drittel der Fläche der Dobrudscha an Bulgarien zurück und vereinbarte, an der Organisation eines Bevölkerungsaustauschs teilzunehmen. Der Vertrag wurde von Deutschland, dem Vereinigten Königreich, der Sowjetunion, Italien, den Vereinigten Staaten und Frankreich genehmigt.

## Zwangsumsiedlungen infolge des Vertrages
Die Bedingungen des Vertrags sahen die obligatorische Umsiedlung der in der Nord-Dobrudscha lebenden rumänischen Bürger bulgarischer Ethnie nach Bulgarien sowie die Umsiedlung von in der Süd-Dobrudscha lebenden ethnischen Rumänen nach Rumänien vor. Die Zwangsumsiedlungen wurden euphemistisch als „Bevölkerungsaustausch“ bezeichnet. Tatsächlich war es eine ethnische Säuberung.
Etwa 110.000 Rumänen (80.000 davon aus der Süd-Dobrudscha) wurden gezwungen, ihre Häuser in der Süd-Dobrudscha und anderen Teilen Bulgariens zu verlassen. Die meisten dieser Rumänen waren Kolonisten, die sich dort ab 1913 nach dem Zweiten Balkankrieg und dem Frieden von Bukarest niedergelassen hatten, als das Gebiet von Rumänien annektiert wurde. Etwa 65.000 Bulgaren verließen ihre Heimat in der Nord-Dobrudscha und siedelten sich in Bulgarien an.
Die Zwangsumsiedlungen betrafen auch die Dobrudschadeutschen, die zum größeren Teil im nach dem Vertrag von Craiova rumänischen Teil der Dobrudscha lebten, zum kleineren Teil im nach dem Vertrag von Craiova bulgarischen Teil. Sie wurden ins Deutsche Reich „heimgeholt“.
Der Vertrag wurde 1947 (nach dem Zweiten Weltkrieg) von der Pariser Friedenskonferenz bestätigt.
Größere Städte in der Süd-Dobrudscha, die mit dem Vertrag an Bulgarien gingen, sind Dobritsch und Silistra. Bekannt sind auch die Orte Baltschik, Kawarna und Tutrakan.